# Mała Wieś (gmina)
Mała Wieś (do 1948 gmina Święcice) – gmina wiejska w Polsce położona w województwie mazowieckim, w powiecie płockim. W latach 1975–1998 gmina należała administracyjnie do województwa płockiego.
Siedziba gminy to Mała Wieś.
Według danych z 31 grudnia 2019 roku gminę zamieszkiwało 5968 osób.

## Etymologia nazwy
Mała Wieś po raz pierwszy została wymieniona w dokumentach w 1435 roku. Była to wzmianka o części Niździna (Nyeszdzino Malowyeskye). Z biegiem lat zmieniały się nazwy wsi na:
- Nyeszdzino Minor
- Nyeszdzino alias Malavyesh
- Malavyesz
- Parva Villa Nyeszdzino

Na początkach ubiegłego stulecia pojawiała się łączna pisownia nazwy tej miejscowości - Maławieś.

## Historia
Wsie gminy, położone niedaleko Płocka ściśle związane były z historią Polski. Dzieliły one losy całego Mazowsza. Przykładem burzliwych dziejów jest zdobycie i spalenie grodu w Orszymowie przez wojska księcia litewskiego Trojnata w 1258 r. Pod koniec średniowiecza tereny te wróciły do Korony Polskiej jako część Ziemi Wyszogrodzkiej. Wioski często zmieniały właścicieli, gdyż je dziedziczono, dzielono lub sprzedawano. Były one własnością króla, biskupów, a szczególnie drobnej szlachty.
W 1793 roku okolice Małej Wsi zostały przejęte na kilka lat przez Prusy. Po kongresie wiedeńskim trafiły one pod zabór rosyjski i trwało to do I wojny światowej. Na przełomie XIX i XX wieku okoliczne wioski należały do powiatu płockiego guberni płockiej. Większość wchodziła w skład gminy Święcice.
Lata 60. XIX wieku przyniosły chłopom własność ziemi. W następnych dziesięcioleciach łączono tradycyjny tryb życia na wsi z uprzemysłowieniem. W 1898 roku na granicy Niździna i Małej Wsi powstała cukrownia wzniesiona przez Stanisława Sonnenberga. Zakład zatrudniał sporą liczbę pracowników. Większość z nich przeprowadziła się do przyfabrycznej osady. Taki wzrost ludności spowodował, że w 1948 roku Mała Wieś stała się siedzibą gminy. Cukrownię zniszczono zarówno w czasie I, jak i II wojny światowej. Konieczna stała się jej odbudowa.
Mała Wieś to gniazdo rodzinne Małowieskich herbu Gozdawa. Później, w XVIII w. stała się własnością najznakomitszego rodu Ziemi Wyszogrodzkiej - Nakwaskich, z którego wywodzili się m.in. Klemens Nakwaski (1720-1801) - podkomorzy wyszogrodzki i Franciszek Salezy Nakwaski - prefekt departamentu stołecznego Księstwa Warszawskiego, a później senator i wojewoda Królestwa Polskiego. Mała Wieś była posiadłością Nakwaskich przez większość XIX w.; około 1870 majątek trafił w ręce Aleksandra Przeździeckiego, a następnie Lucyny i Wojciecha Białosukniów. W dwudziestoleciu międzywojennym należała do Zygmunta Kittla. Po II wojnie światowej, w okresie wprowadzania komunizmu, w 1948 roku we wsi Gałki rozbity został jeden z ostatnich oddziałów partyzanckich Narodowego Zjednoczenia Wojskowego. Dowodził nim Wiktor Stryjewski, pseudonim „Cacko”
Według danych z 31 grudnia 2016 gminę zamieszkiwało 6096 osób.

## Struktura powierzchni
Według danych z roku 2002 gmina Mała Wieś ma obszar 108,91 km², w tym:
- użytki rolne: 74%
- użytki leśne: 16%

Gmina stanowi 6,05% powierzchni powiatu.

## Demografia

### Ludność poszczególnych wsi[8]
Stan na dzień 31 marca 2010:
- Brody Duże - 202
- Chylin - 358
- Kupise - 53
- Podgórze - 177
- Podgórze-Parcele - 157
- Zakrzewo Kościelne - 328
- Nowe Gałki - 206
- Stare Gałki - 177
- Brody Małe - 83
- Przykory - 21
- Węgrzynowo - 314
- Mała Wieś -1 351
- Niździn - 241
- Perki - 147
- Kiełtyki - 135
- Ściborowo - 22
- Wilkanowo - 231
- Borzeń - 155
- Lasocin - 196
- Nowe Arciszewo - 56
- Orszymowo - 326
- Stare Arciszewo - 82
- Nowe Święcice - 134
- Stare Święcice - 189
- Główczyn - 168
- Murkowo - 60
- Liwin - 74
- Rąkcice - 41
- Dzierżanowo - 185
- Dzierżanowo-Osada - 159
- Nakwasin - 258

- Ogółem - 6286

### Wiek
Średni wiek mieszkańca Gminy Mała Wieś to 39,5 lat.
- Piramida wieku mieszkańców gminy Mała Wieś w 2014 roku[9]

## Sołectwa
Borzeń, Brody Duże, Chylin, Dzierżanowo, Główczyn, Kiełtyki, Lasocin, Liwin, Mała Wieś, Nakwasin, Niździn, Nowe Arciszewo, Nowe Gałki, Nowe Święcice, Orszymowo, Perki, Podgórze, Podgórze-Parcele, Stare Arciszewo, Stare Gałki, Stare Święcice, Węgrzynowo, Wilkanowo, Zakrzewo Kościelne
Pozostałe miejscowości podstawowe: Brody Małe, Dzierżanowo-Osada, Kupise, Murkowo, Przykory, Rąkcice, Ściborowo.

## Sąsiednie gminy
Bodzanów, Bulkowo, Iłów, Naruszewo, Słubice, Wyszogród